# Antony Noghès
Pour les articles homonymes, voir Noghès.
Antony Noghès (monégasque : Antony Noghe̍s), né le 13 septembre 1890 à Monaco et mort le 2 août 1978 à Monaco, est un haut fonctionnaire et parlementaire monégasque, fondateur du Grand Prix automobile de Monaco. Il a participé à la création du Rallye automobile Monte-Carlo.

## Histoire
Antony Noghès naît le 13 septembre 1890 à Monaco[réf. souhaitée]. Il est le fils d'Alexandre Noghès, président de l'association Sport vélocipédique et automobile monégasque depuis 1909, qu'il convertit au début du XXe siècle en Automobile Club de Monaco.
Il entre au service de l'administration monégasque en tant qu'« Agent général à la Régie des Tabacs et Allumettes », chargé de l'administration et de la distribution du tabac en principauté.
Il initie le rallye automobile Monaco dont la première édition a lieu entre le 21 et le 29 janvier 1911. Progressivement, le club abandonne ses activités autour du vélo.
Lorsque l'association Sport vélocipédique et automobile monégasque devient l'Automobile Club de Monaco (ACM) le 29 mars 1925, Antony Noghès est alors le Commissaire générale du club. Il est chargé de convaincre la Fédération internationale de l'automobile d'intégrer ce nouveau club automobile ; il essuie un refus, faute d'une épreuve sportive sur le sol de la principauté,.
Antony Noghès fait tout de même inscrire le club, sous réserve de l'organisation d'une course l'année suivante. Il imagine une course urbaine (il en existait alors dans de nombreuses autres villes) ; pour le tracé il prend notamment conseil auprès du jeune pilote local Louis Chiron et de l'ingénieur Jacques Taffe ; ce tracé a très peu changé depuis (en dehors du secteur de la piscine),. La Société des bains de mer de Monaco accepte de financer son projet.
Après deux ans de réflexions et d'aménagements, le premier Grand Prix de Monaco a lieu en 1929. Dès les jours qui suivent le lancement du Grand Prix, les adhésions à l'Automobile Club de Monaco explosent. Il fait partie, en 1950, des sept circuits utilisés pour la première édition du Championnat du monde de Formule 1.
Le 17 novembre 1940. Antony Noghès succède à son père à la présidence de l'Automobile Club de Monaco, poste qu'il conserve jusqu'au 14 avril 1953,.
Il meurt le 2 août 1978.

## Hommages

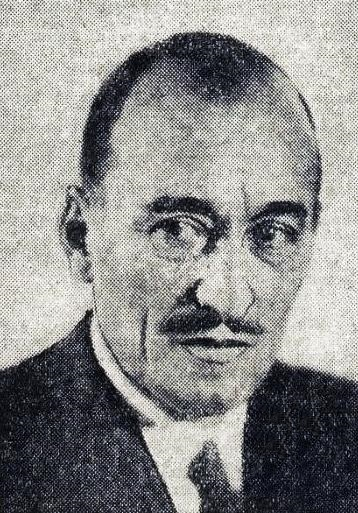
Antony Noghès en 1935.

Dans les années 1960, il s'engage dans la vie politique de la Principauté en devenant membre du Conseil national.
En 1979, le "virage du gazomètre", le dernier avant la ligne droite des stands, est renommé "virage Antony Noghès". 
Pour le centenaire de sa naissance (1990), un timbre à sa mémoire est dessiné et imprimé par La Poste monégasque.

## Famille
Antony Noghès est, par son mariage avec Marie Markellos-Petsalis, le père d'une fille et deux fils. Son fils Alexandre fut marié avec Antoinette de Monaco de 1951 à 1954, avec qui il a eu trois enfants[réf. souhaitée]. Son autre fils, Gilles, fut ambassadeur de Monaco aux Nations unies.
Le journaliste Yann-Antony Noghès est son petit-fils[réf. souhaitée].